# 希尔德斯海姆县
希尔德斯海姆县（Landkreis Hildesheim）是德国下萨克森州南部的一个县，首府希尔德斯海姆。

## 市鎮
- 阿尔费尔德
- 巴特薩爾茨代特富特
- 博克訥姆
- 埃爾策
- 希爾德斯海姆
- 薩爾施泰特
- 阿爾格米森
- 迪克霍爾岑
- 莱讷河畔弗雷登
- 吉森
- 哈爾蘇姆
- 霍勒
- 拉姆施普林格
- 北施泰門
- 謝勒滕
- 錫貝瑟
- 瑟爾德